# Carlo Galli
Giancarlo „Carlo“ Galli (6. března 1931 Montecatini Terme – 6. listopadu 2022) byl italský fotbalový útočník. Po kariéře se stal sportovním manažerem Lazia. Také pracoval jako vyhledávač mladých hráčů.
Fotbalovou kariéru mezi dospělými začal v roce 1949 coby hráč druholigového klubu v Palermu. V roce 1951 odešel hrát do Říma. Zde v první sezoně vyhrál druhou ligu. Největší úspěchy zaznamenal coby hráč AC Milán, kde hrál od roku 1956 když jej vyměnili za Gunnara Nordahla. Vyhrál s ním dva tituly (1956/57, 1958/59) a hrál prohrané finále o Pohár PMEZ 1957/58. V roce 1961 odešel hrát nakrátko do Udinese. V sezoně 1961/62 vyhrál ve druhé lize s Janovem. Kariéru ukončil v roce 1965 coby hráč Lazia.
Za reprezentaci odehrál 13 utkání a dal 5 gólů. Byl na mistrovství světa 1954 ve Švýcarsku.

## Hráčská statistika
| Sezóna  | Klub    | Liga    | Liga   | Liga | Ligové poháry | Ligové poháry | Ligové poháry | Kontinentální poháry | Kontinentální poháry | Kontinentální poháry | Celkem | Celkem |
| Sezóna  | Klub    | Soutěž  | Zápasy | Góly | Soutěž        | Zápasy        | Góly          | Soutěž               | Zápasy               | Góly                 | Zápasy | Góly   |
| ------- | ------- | ------- | ------ | ---- | ------------- | ------------- | ------------- | -------------------- | -------------------- | -------------------- | ------ | ------ |
| 1949/50 | Palermo | Serie A | 21     | 8    | –             | 0             | 0             | –                    | 0                    | 0                    | 21     | 8      |
| 1950/51 | Palermo | Serie A | 24     | 8    | –             | 0             | 0             | –                    | 0                    | 0                    | 24     | 8      |
| 1951/52 | Řím     | Serie B | 29     | 12   | –             | 0             | 0             | –                    | 0                    | 0                    | 29     | 12     |
| 1952/53 | Řím     | Serie A | 25     | 14   | –             | 0             | 0             | –                    | 0                    | 0                    | 25     | 14     |
| 1953/54 | Řím     | Serie A | 20     | 8    | –             | 0             | 0             | –                    | 0                    | 0                    | 20     | 8      |
| 1954/55 | Řím     | Serie A | 29     | 12   | –             | 0             | 0             | Stř.P                | 2                    | 3                    | 31     | 15     |
| 1955/56 | Řím     | Serie A | 20     | 6    | –             | 0             | 0             | –                    | 0                    | 0                    | 20     | 6      |
| 1956/57 | Milán   | Serie A | 23     | 14   | –             | 0             | 0             | –                    | 0                    | 0                    | 23     | 14     |
| 1957/58 | Milán   | Serie A | 14     | 12   | IP            | 5             | 6             | PMEZ                 | 3                    | 3                    | 22     | 21     |
| 1958/59 | Milán   | Serie A | 30     | 11   | –             | 0             | 0             | –                    | 0                    | 0                    | 30     | 11     |
| 1959/60 | Milán   | Serie A | 25     | 6    | –             | 0             | 0             | PMEZ                 | 2                    | 0                    | 27     | 6      |
| 1960/61 | Milán   | Serie A | 20     | 4    | IP            | 2             | 1             | –                    | 0                    | 0                    | 22     | 5      |
| 1961    | Udinese | Serie A | 8      | 0    | –             | 0             | 0             | –                    | 0                    | 0                    | 8      | 0      |
| 1961/62 | Janov   | Serie B | 15     | 3    | –             | 0             | 0             | –                    | 0                    | 0                    | 15     | 3      |
| 1962/63 | Janov   | Serie A | 8      | 3    | IP            | 3             | 2             | –                    | 0                    | 0                    | 11     | 5      |
| 1963/64 | Lazio   | Serie A | 23     | 1    | –             | 0             | 0             | –                    | 0                    | 0                    | 23     | 1      |
| 1964/65 | Lazio   | Serie A | 14     | 3    | –             | 0             | 0             | –                    | 0                    | 0                    | 14     | 3      |
| 1965/66 | Lazio   | Serie A | 1      | 0    | IP            | 1             | 0             | –                    | 0                    | 0                    | 2      | 0      |
| Celkem  | Celkem  | Celkem  | 349    | 125  | –             | 11            | 9             | –                    | 7                    | 6                    | 367    | 140    |

## Hráčské úspěchy

### Klubové
- 2× vítěz 1. italské ligy (1956/57, 1958/59)
- 2× vítěz 2. italské ligy (1951/52, 1961/62)

### Reprezentační
- 1x na MS (1954)
- 2× na MP (1948–1953, 1955–1960)